# Profondo nero (saggio)
Profondo nero - Mattei, De Mauro, Pasolini. Un'unica pista all'origine delle stragi di Stato è un saggio - inchiesta giornalistica di Giuseppe Lo Bianco e  Sandra Rizza, entrambi collaboratori de ''il fatto quotidiano'' e “MicroMega”. ISBN 9788861900585, pubblicato dalla casa editrice Chiarelettere. Gli autori stabiliscono un collegamento tra il delitto Mattei e le successive uccisioni di De Mauro e Pasolini Pasolini darebbe indicazioni importanti sul delitto Mattei nel suo libro Petrolio. L'intervista inedita a Pelosi ha riaperto la discussione sui mandanti dell'uccisione di Pasolini.